# Bois-de-Céné
Bois-de-Céné är en kommun i departementet Vendée i regionen Pays de la Loire i västra Frankrike. Kommunen ligger i kantonen Challans som tillhör arrondissementet Les Sables-d'Olonne. År 2022 hade Bois-de-Céné 2 215 invånare.

## Befolkningsutveckling
Antalet invånare i kommunen Bois-de-Céné
| Referens: INSEE |